# Пинеда Понсе, Рафаэль
Рафаэ́ль Пине́да По́нсе (исп. Rafael Pineda Ponce; 18 августа 1930, Эль-Параисо, Интибука, Гондурас — 24 января 2014, Тегусигальпа) — гондурасский политик, профессор, президент Национального конгресса Гондураса в 1998—2002 годах, министр образования в 2006—2007 годах. Член Либеральной партии Гондураса.

## Биография
Родился в семье Хуана Пинеда и Марии Понсе в городке Эль-Параисо, Интибука. До шести лет он жил в доме, построенном его бабушкой и дедушкой, Саридад Лопес Моралес и Рафаэлем Пинедо Флорес. В возрасте шести лет он переехал сначала в город Ла-Эсперанса, Интибука, а затем со своей сестрой Консуэло — к своему дяде Филадельфо Лопесу Моралесу в деревню Кофрадия, департамент Кортес.
Рафаэль Пинеда Понсе был членом Либеральной партии Гондураса. В 1980 году он был назначен секретарём Министерства народного образования.
30 ноября 1997 года на всеобщих выборах президентом Гондураса был избран Карлос Роберто Флорес Факуссе, после чего Пинеда Понсе был назначен президентом Национального конгресса Гондураса. Был кандидатом в президенты на выборах 2001 года, но уступил претенденту от Национальной партии Рикардо Мадуро.
В 2006—2007 годах занимал пост министра образования в администрации президента Мануэля Селайя. Он также был министром председательства (англ. Minister of the Presidency) во временном правительстве Роберто Мичелетти во время конституционного кризиса 2009 года.
Был женат на Марии Лидии Эспиноса. У пары родились четверо детей: Алисия, Рафаэль, Октавио и Марио. Профессор Рафаэль Пинеда Понсе скончался 24 января 2014 года.